# Squatina tergocellata
Squatina tergocellata là một loài cá mập trong chi Squatina, chi duy nhất còn sinh tồn trong họ và bộ của nó. Loài này được McCulloch miêu tả khoa học đầu tiên năm 1914.

## Hình ảnh

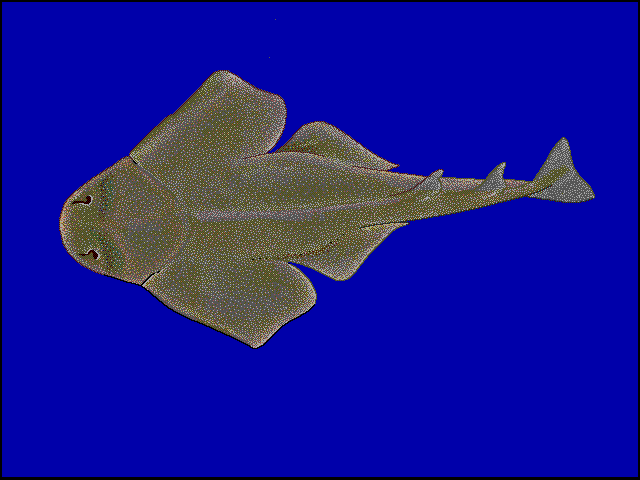